# Critérium de Touraine
Le Critérium de Touraine était une épreuve de rallye française mixte, se déroulant sur asphalte et terre, dans la région tourangelle de très faible dénivelé.

## Historique

La Touraine.

Il a été créé par Bernard Mexia, Philippe Farjon et Robert Labbé, du team O.R.T.F. (futur team Tours Auto).
Sa première édition date de 1968. Il fut alors immédiatement intégré au nouveau Championnat de France des rallyes, jusqu'à sa disparition vingt années plus tard (pour raisons financières par retrait de son principal sponsort, et du fait de sa complexité d'organisation sur routes fermées dans cette zone géographique). Il devint international en 1969.
Son terrain plat dans le grand Sud-Ouest en faisait l'une des épreuves les plus rapides du championnat (voire la plus rapide), traditionnellement organisée au mois de mars ou d'avril, les voitures puissantes des Groupes 4 ou 5 (proto) tirant de fait particulièrement bien leur "épingle du jeu" (Porsche, Simca…). Les épreuves spéciales les plus redoutées -surtout par temps pluvieux- étaient celles de l'Île Bouchard et de la Vallée de Cousse.
Bernard Darniche et Jean-Jacques Lenne l'ont remporté à 4 reprises. Les éditions 1983, 1984, et 1986 sont comptabilisées hors championnat de France.
Une compétition "Historic" de régularité existe depuis 2010, due à Henri-Émile Jaconelli.

## Palmarès[1]
| Année | Pilote              | Copilote            | Voiture                            |
| ----- | ------------------- | ------------------- | ---------------------------------- |
| 1968  | Bernard Darniche    | Bernard Demange     | Alpine A110 1150 GT                |
| 1969  | Jean-François Piot  | Jean Todt           | Ford Escort TC                     |
| 1970  | Guy Chasseuil       | François Dumousseau | Porsche 911 Gr.4                   |
| 1971  | Bernard Fiorentino  | Maurice Gélin       | Simca CG proto MC 2.2L. Coupé Gr.5 |
| 1972  | Phililippe Renaudat | Jean-Jacques Lenne  | Simca CG proto MC                  |
| 1973  | Bernard Fiorentino  | Maurice Gélin       | Simca CG proto MC                  |
| 1974  | Jacques Henry       | pas de copilote     | Alpine A110                        |
| 1975  | Jacques Henry       | Maurice Gélin       | Alpine A110 1800 Gr.4              |
| 1976  | Bernard Darniche    | Alain Mahé          | Lancia Stratos HF                  |
| 1977  | Guy Fréquelin       | Jacques Delaval     | Alpine A310 V6 Gr.4                |
| 1978  | Bernard Darniche    | Bernard Giroux      | Lancia Stratos HF                  |
| 1979  | Bernard Béguin      | Jean-Jacques Lenne  | Porsch 911 SC                      |
| 1980  | Jean-Claude Andruet | Denise Emmanuelli   | Fiat 131 Abarth Gr.4               |
| 1981  | Bernard Darniche    | Alain Mahé          | Lancia Stratos HF                  |
| 1982  | Bernard Béguin      | Jean-Jacques Lenne  | Porsche 911 SC                     |
| 1983  | Raymond Touroul     | ?                   | Porsche 911                        |
| 1984  | Jean-Claude Andruet | Martine Rick        | Lancia 037                         |
| 1985  | Guy Fréquelin       | Christian Gilbert   | Opel Manta 400                     |
| 1986  | Pascal Thomasse     | Patrick Maine       | Renault Maxi 5 Turbo               |
| 1987  | Bernard Béguin      | Jean-Jacques Lenne  | BMW M3                             |

(nb: Claude Bourillot s'adjuge un rallye de Touraine en 1955, sur Osca Spyder, juste avant l'interdiction des compétitions sportives automobiles en France (accident du Mans), puis vient le tour de Claude Storez en 1956 sur Porsche 356 Carrera)